# Wodociągowa wieża ciśnień w Kluczborku
Wodociągowa wieża ciśnień – dawna wieża zamkowa, położona przy ulicy Zamkowej w Kluczborku. 16 kwietnia 1964 roku, pod numerem 810/64, budowla została wpisana do rejestru zabytków województwa opolskiego.

## Historia
Pod koniec XIII wieku, w miejscu gdzie obecnie zlokalizowana jest wieża, istniał dwór książęcy. Pierwszy murowany zamek powstał prawdopodobnie pod koniec XIV stulecia. Najstarsza wzmianka, pochodzi z 1581 roku i mówi o tym, że miasto podejmuje się strzec zamku. W 1590 roku została wzniesiona przez książąt brzeskich piętrowa budowla o gotyckich oknach. Pod koniec XVII wieku, zamek uległ ruinie. W 1720 roku został przebudowany na siedzibę administracji kluczborskich dóbr cesarskich. W XIX wieku mieścił się tutaj urząd skarbowy, a później sądy różnej instancji. W 1854 roku dobudowana została druga kondygnacja. W 1907 roku, dawną wieżę zamkową przebudowano na wodociągową wieżę ciśnień. Prace te zostały wykonane przez mistrza murarskiego G.Lederera.

## Architektura
Jest to budowla kwadratowa, ceglana, osadzona na kamiennym cokole, stanowiącym najprawdopodobniej jej stołp. Wieżę wieńczy, dobudowany w 1907 roku, dwustopniowy dach namiotowy.